# Oberpostdirektion Dresden (Gebäude)

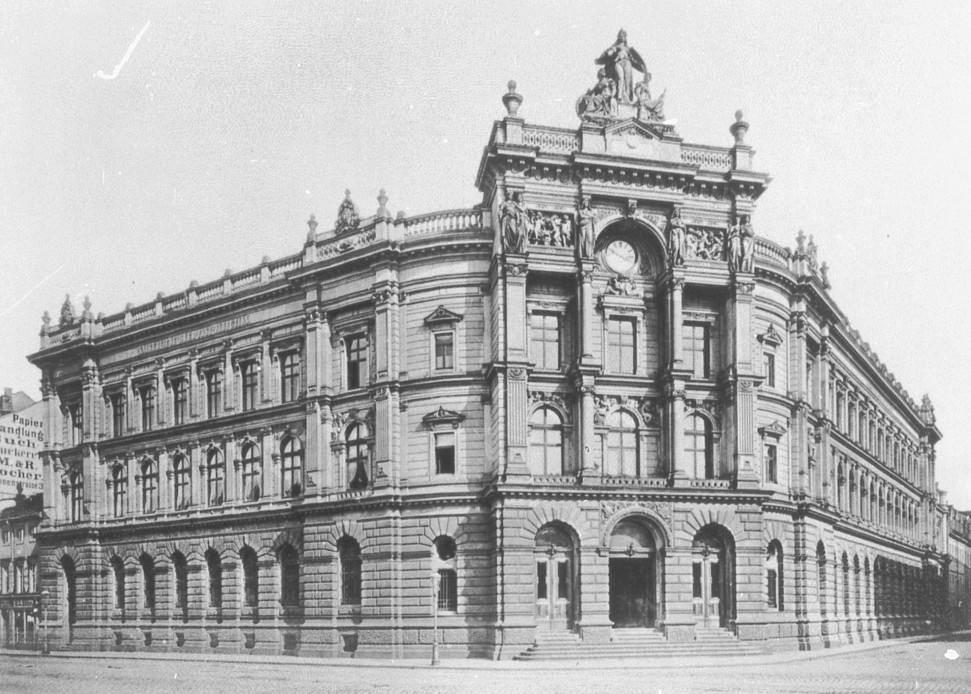
Die Oberpostdirektion um 1890, links der nicht mehr vorhandene Flügel an der Annenstraße, rechts der Flügel nach Am See

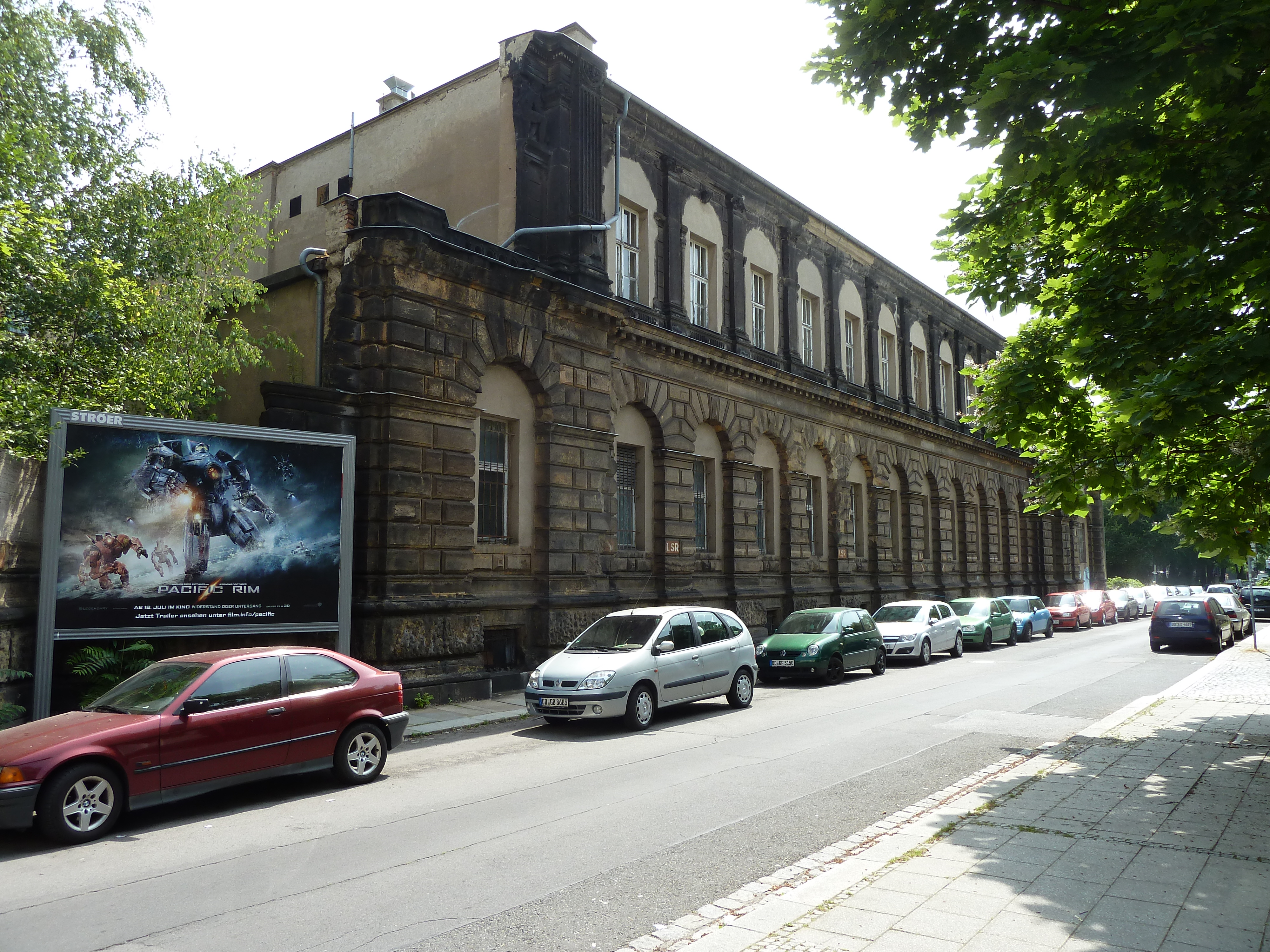
Der Gebäudeflügel Am See, 2013

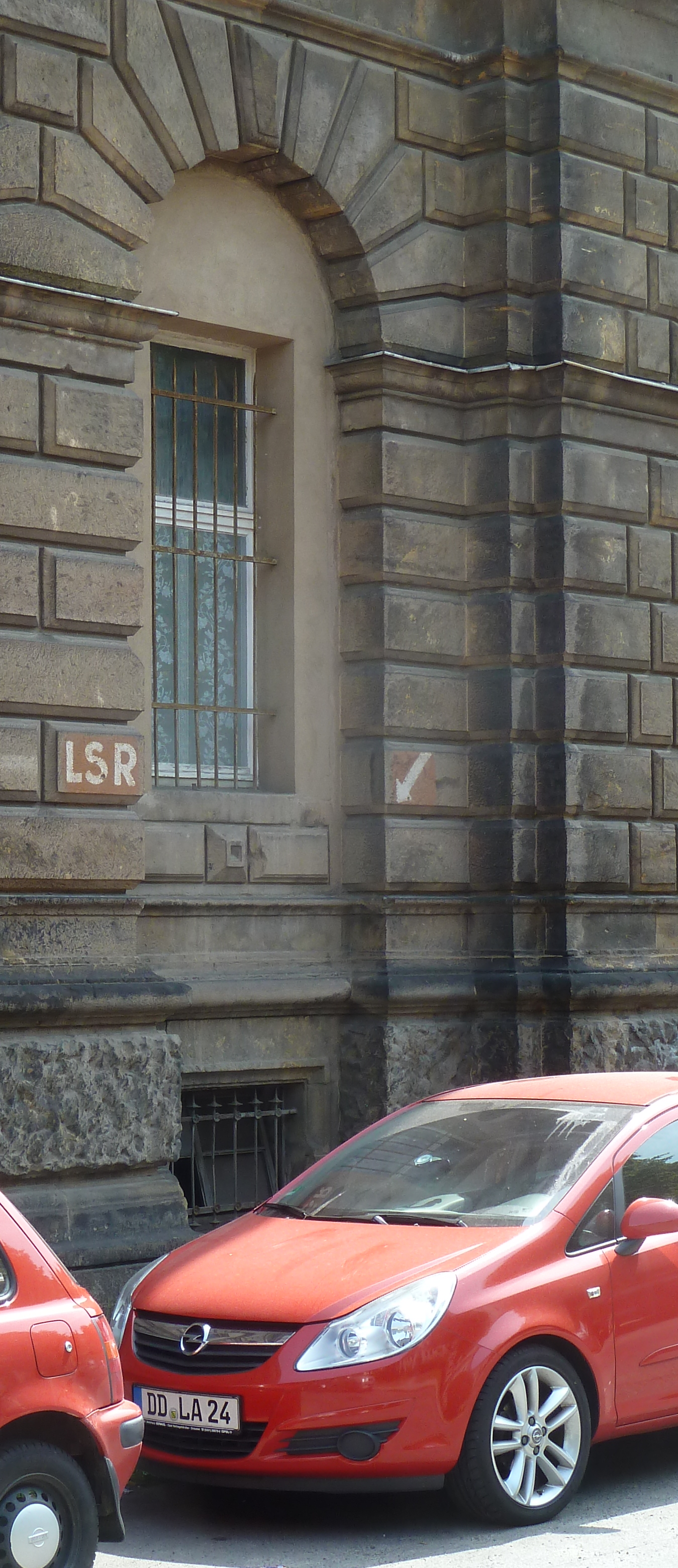
Fassadendetail mit Hinweis auf einen Eingang zu einem Luftschutzraum

Das Gebäude der Oberpostdirektion Dresden mit Adresse Postplatz 2 in Dresden wurde ab 1876 in mehreren Bauetappen im Auftrag der Kaiserlichen Reichspost auf einem Grundstück an der Annenstraße zwischen Marienstraße und Am See erbaut. Mit seiner markanten Straßenfront und den beiden Eckbauten prägte es gemeinsam mit dem benachbarten Telegrafenamt ab 1906 das Bild des Postplatzes. Durch die Luftangriffe auf Dresden wurde es 1945 schwer beschädigt, zum Teil zerstört. Die Flügel an der Annen- und der Marienstraße wurden 1952 bis zum Souterraingeschoss abgerissen, der Flügel an der Straße Am See wurde vereinfacht wiederhergestellt und nutzbar gemacht.

## Geschichte
Im Zusammenhang mit der Neuorganisation des Postwesens nach der Reichsgründung 1871 und den wachsenden Anforderungen an den Postverkehr beschloss die Kaiserliche Reichspost, auf einem Grundstück an der Annenstraße/Marienstraße ein großzügiges Dienst- und Verwaltungsgebäude zu errichten, welches neben der Oberpostdirektion auch die Oberpostkasse sowie eine Zolldienststelle aufnehmen sollte. 1887 erwarb die Post dafür die Grundstücke Annenstraße 3 und 5 sowie Marienstraße 27 bis 29 für 1.685.000 Mark. Die Planungs- und Projektierungsarbeiten erstreckten sich über mehrere Jahre und erfolgten in Zusammenarbeit mit drei renommierten Architekten dieser Zeit: dem Berliner Regierungs- und Baurat Professor Carl Schwatlo, dem königlich-sächsischen Landbaumeister Adolph Canzler und dem königlich-sächsischen Bezirksbaumeister und Postbaurat Carl Christian Zopff (1835–1922).
Ursprünglich planten Carl Schwatlo und Adolph Canzler ein zweistöckiges Gebäude mit einfacher Fassade. Nach Vereinigung der Post- und Telegraphenverwaltung und mit der geplanten Gründung einer gemeinsamen Bauabteilung der beiden sächsischen Oberpostdirektionen in Dresden und Leipzig entschied man sich zu einer grundlegenden Überarbeitung des Entwurfs und wählte den Baumeister Carl Zopff zum ausführenden Architekten. Schwierigkeiten ergaben sich beim Bau durch den Untergrund (ursprünglich befanden sich hier ein See bzw. Teile des Stadtgrabens), was eine besondere Verstärkung der Fundamente erforderlich machte.
Zwischen 1876 und 1881 entstand zunächst das monumentale Hauptgebäude Annenstraße/Am See mit drei Stockwerken und zwei Seitenflügeln. Die Fassadengestaltung erfolgte in Anlehnung an ähnliche öffentliche Bauten dieser Zeit im Stil der italienischen Renaissance. Die Baukosten betrugen 1,1 Millionen Mark.
Nachdem das in unmittelbarer Nachbarschaft stehende alte Posthaus der sächsischen Post trotz mehrfacher Umbauten nicht mehr ausreichend war, baute man von 1901 bis 1906 an das Gebäude der Oberpostdirektion ein neues Haus an, welches nach seiner Fertigstellung das Postamt Dresden 1 aufnahm. Die Fassadengestaltung erfolgte in Anlehnung an den bereits vorhandenen Gebäudeteil, wobei die Ecke am Postplatz (Marienstraße/Annenstraße) durch einen markanten und von einer Kuppel bekrönten Bau architektonischbetont wurde.  Für diesen Erweiterungsbau mussten weitere ältere Gebäude, darunter das bekannte Gasthaus „Goldener Ring“ weichen. 1927/28 erfolgte im Innenhof zwischen beiden Gebäuden ein weiterer Neubau, der das Telegrafenamt aufnahm.
Als Ergebnis der 8. Jahresschau Deutscher Arbeit „Reisen und Wandern“ entstand ab 1929 das kulturhistorische Museum Sächsische Poststube. Es befand sich in der Oberpostdirektion und wurde kriegsbedingt ins Schloss Schieritz ausgelagert. Ein Teil der Sammlung kam dort durch Plünderungen abhanden oder wurde zerstört.
Anfang 1945 wurde das Gebäude der Oberpostdirektion schwer beschädigt und teilweise zerstört. Vom Hauptgebäude und den Seitenflügeln an der Annen- und Marienstraße sind heute nur noch die Fundamente und Teile des Sockels mit den Treppeneingängen erhalten, während der rückwärtige Flügel noch bis zum ersten Stock steht. Erhalten blieben außerdem die im Innenhof stehenden Hintergebäude. An der Kreuzung Postplatz/Marienstraße erinnert seit 2008 ein Kunstwerk von Heidemarie Dreßel an die Ereignisse des Volksaufstandes in der DDR, die sich am Postgebäude am 17. Juni 1953 abgespielt hatten. Die 1993 angebrachte Gedenktafel am Sockel des Hauptgebäudes wird seit dem im Lapidarium der Landeshauptstadt Dresden aufbewahrt.

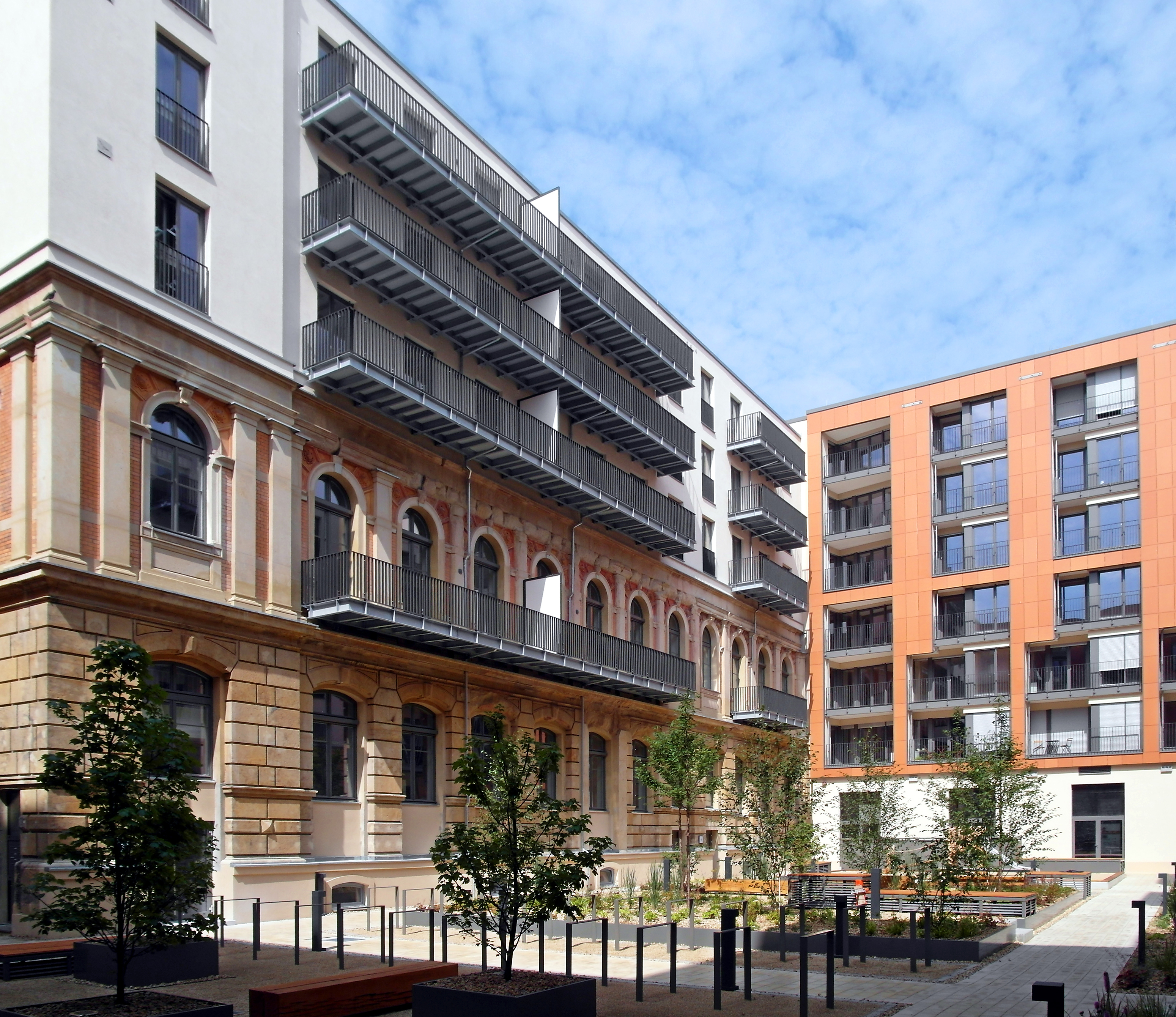
Residenz am Postplatz mit Teil der Altbausubstanz

Zwischen 2016 und 2019 wurde auf dem Gelände ein Wohn- und Geschäftsgebäude mit 246 Mietwohnungen und vier Gewerbeeinheiten errichtet. Der erhaltene Gebäudeflügel Am See wurde miteinbezogen und ein Teil der Altbausubstanz rekonstruiert. Der historische Bau wurde durch zwei Neubauten rechts und links ergänzt. Die Gesamtinvestition belief sich auf etwa 60 Millionen Euro.

## Beschreibung

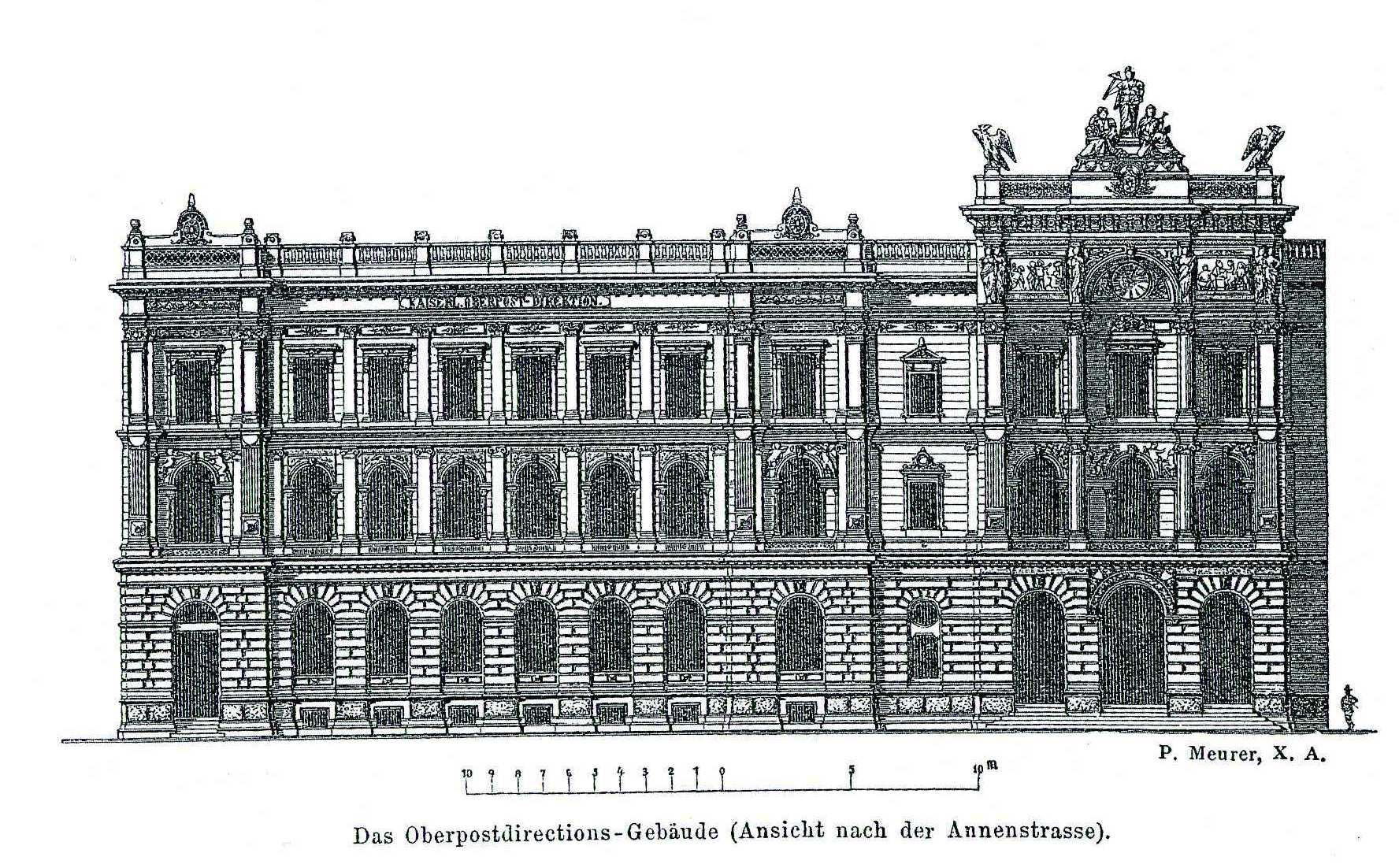
Bauskizze der Ansicht von der Annenstraße, 1878

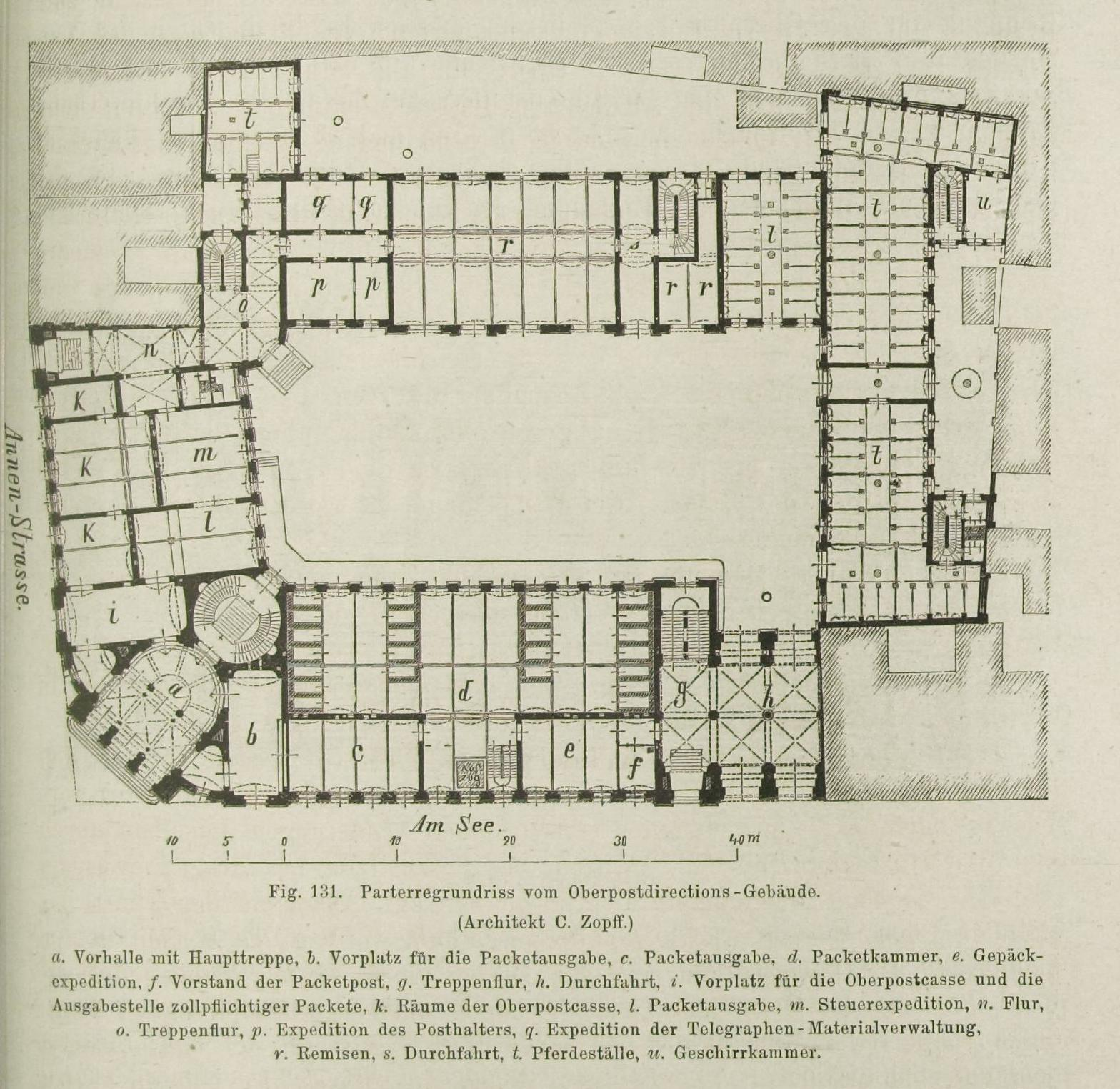
Parterregrundriss vom Oberpostdirections-Gebäude

Das Gebäude der Oberpostdirektion war ein dreigeschossiger Zweiflügelbau im Stil des Eklektizismus. Der Mittelbau an der Ecke Marienstraße/Annenstraße war als Eckrisalit gestaltet, der den Haupteingang des Gebäudes beherbergte.  Der gesamte Mittelbau zeigte Säulen in Kolossalordnung mit Palladiomotiv. Insbesondere durch „das Exedramotiv ist dieser Bau Semper verpflichtet“.
Den Eckbau flankierten auf zwei Seiten die Seitenflügel zur Marienstraße und zur Straße Am See. Diese wurden jeweils von zwei einachsigen Seitenrisaliten eingefasst. Die Erdgeschosszone zeigte Rustika während  die Obergeschosse eine Nutung aufwies. Die Rundbogenfenster waren mit Ornamentformen im Stil der Hochrenaissance geschmückt. Die Rücklagen zeigten Pilasterordnungen. Die Zwickel der Rundbogenfenster waren mit Palladiomotiv, Scheiben und Liegefiguren gestaltet worden.

„Über das Maß des Notwendigen bzw. Angemessenen ist nirgends hinausgegangen; insbesondere ist auch in Bezug auf die Einrichtung der Dienstwohnungen jeder das Ortsübliche übersteigende Aufwand ferngehalten worden […] Wenn es richtig ist, dass die Architektur die öffentlichen Zustände und Verhältnisse und namentlich die Kulturfortschritte einer Zeit am getreuesten widerspiegelt, so wird auch diesem Bauwerke, welches nunmehr eine neue Zierde der von Kunst und Natur so bevorzugten Königlich-sächsischen Residenzstadt bildet, die Anerkennung nicht versagt werden können, dass es auf der Höhe seiner Zeit steht, und dass es der gegenwärtigen Kulturepoche, welche die großartige Entwicklung des Verkehrswesens besonders kennzeichnet, in jeder Hinsicht entspricht.“